# Yimnashana ceylonica
Yimnashana ceylonica là một loài bọ cánh cứng trong họ Cerambycidae.